# トレッキー

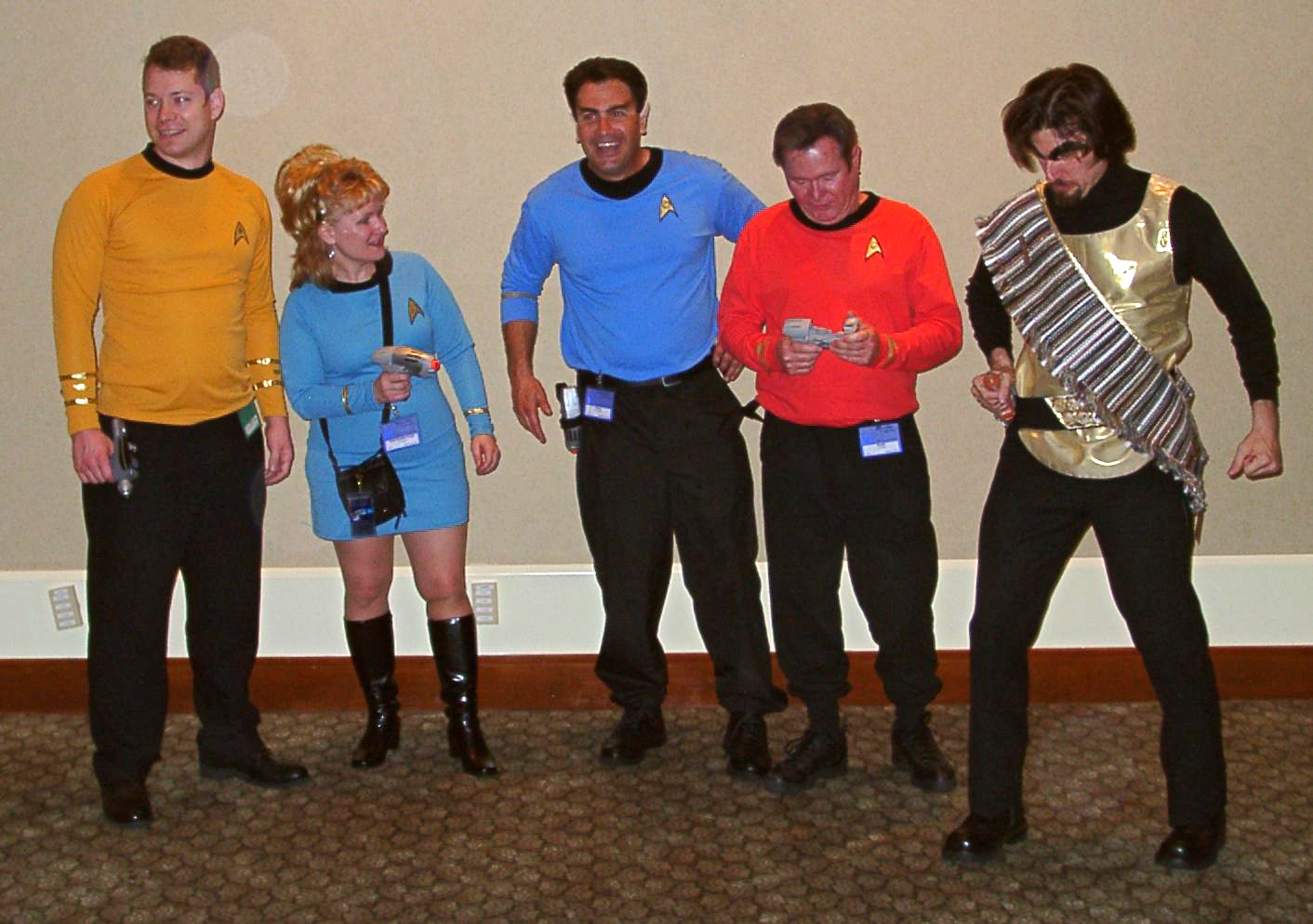
仮装しているトレッキーたち

トレッキー（英: Trekkie）とは『スタートレック』シリーズの熱心なファンの総称（否定的なニュアンスが強く、揶揄する為に使われているので、ファン自身には嫌われている呼び方）。本国のアメリカ合衆国のみならず、世界中に存在する。ファン層も年齢性別など問わず幅広い。

## アメリカでの場合
トレッキー達は、少なくとも1960年代から1970年代のテレビ番組業界に対して大きな影響力を持つことになった。その後も「映画シリーズの打ち切り」や「テレビシリーズの打ち切り」という話が出てくるたびに活発な行動をおこしている。
また、仕事場を含めた自宅の内装を宇宙船内のように改装したり、番組の衣装を着たまま仕事をしたり等、表立った行動をとる人もおり、テレビ番組の特集に取り上げられて話題になることがある。

### 1960年代
1966年から始まったSFTV番組『STAR TREK（邦題：宇宙大作戦）』は、放映当初よりファンを増やしていた。1968年3月の第2シーズンをもって打ち切るという噂が流れた時、番組存続を求める動きがおきた。ファンの一人が投書のキャンペーンを働きかけることで、番組を放映していたNBCには100万通を越える抗議文が殺到。結局番組は続行することになり、1968年9月20日より第3シーズンが始まった。

### 1970年代
番組そのものは終了したが、アメリカ国内で再放送が始まったことによりファンはさらに増加し、1972年にはニューヨークにおいて、俳優や関係者等も含めた初の大規模な集会（コンベンション）が行われた。これをきっかけに全米のファンクラブが交流を持つようになり、活動が活発化していくことになる。また1970年代半ばには、ホワイトハウスに対し週に1万通を越える大量の投書を行うことで、スペースシャトルのオービタ1号機が「エンタープライズ」と命名された。合計では40万通ほど。

### 2000年代
『スタートレック:エンタープライズ』が第4シーズンで打ち切られ、2005年5月の放映が最後になることが報道されたことを受け、存続を求めるキャンペーンが始まった。第5シーズンの製作費を寄付として集める計画が実行にうつされている。

## 日本での場合
日本においては1969年4月より『宇宙大作戦』（第2シーズン分以降は『宇宙パトロール』に改題）として放映され、ファンもできたが、その行動は今に至るまで社会現象となるまでには至っていない。しかしファンによる活動は存在しており、1975年には「STAR FLEET BASE 京都」が設立、以後各地にファンクラブが設立されている。

## 区分

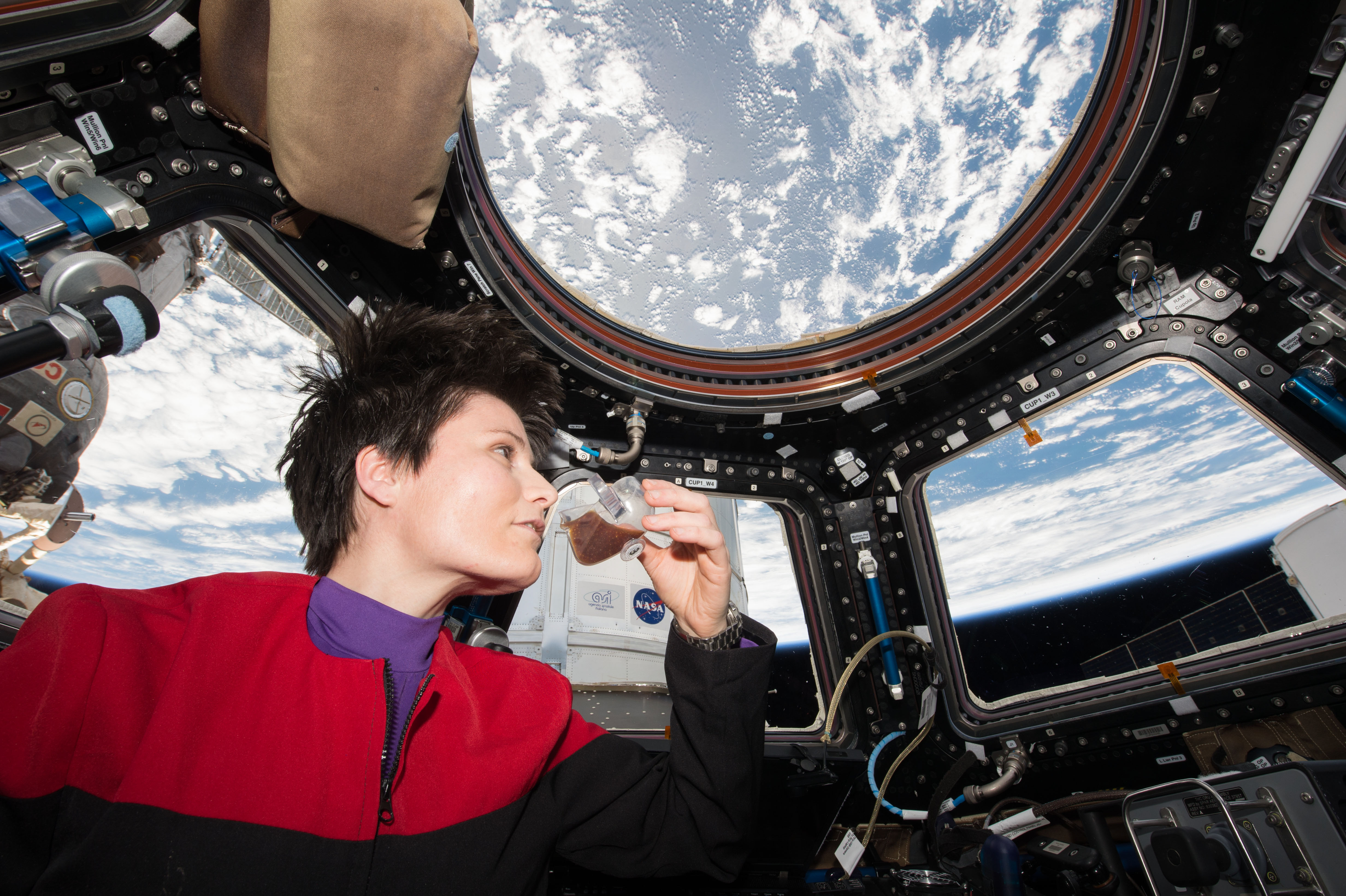
ISS-43 サマンサ・クリストフォレッティはキューポラでコーヒーを飲みながら、スタートレックのユニフォームを着ている

トレッキーには数種類に分類できると言われることがある。以下のような定義が用いられる場合がある。
トレッキーファンの総称。または軽率な行動もとるファン。
トレッカーファン同士の交流を含めた積極的で節度ある行動をとるファン。
トレッキスト積極的ではあるがファン同士の交流はしない独立したファン。
トレッキアンかなりマニアックな知識を持つファン。
他にも『宇宙大作戦』からの古いファンをトレッキー、『新スタートレック』からのファンをトレッカーとする説、またはマニアックな知識を持っているファンをトレッキー、それ以外あるいは謙遜するファンをトレッカーと呼ぶなど、様々な解釈が存在している。

## トレッキーを題材とした作品
- 『ビームしておくれ、ふるさとへ』 - ジェイムズ・ティプトリー・ジュニアの短編小説。『故郷から一〇〇〇〇光年』に収録。
- 『A Trekkie's Tale』（トレッキーのおとぎ話） - 『スタートレック』の二次創作作品。オリジナルキャラクターのメアリー・スーは、その後、作品にそぐわないヒロインを揶揄するスラングとして広まった。
- トレッキーズ スター・トレック万歳!
- ビッグバン★セオリー/ギークなボクらの恋愛法則
- 500ページの夢の束（原題：Please Stand By） - トレッキーを主人公とした2018年公開の映画。